# Clams Casino
Clams Casino, właściwie Michael Thomas Volpe (ur. 12 maja 1987 w Nutley) – amerykański producent muzyczny i autor tekstów z New Jersey. Volpe jest znany jako pionier brzmienia cloud rapu. Podpisał kontrakt z Columbia Records, aby wydać swój debiutancki album studyjny, 32 Levels (2016), który znalazł się na liście Billboard 200. Wyprodukował piosenki dla takich artystów jak Lil Peep, ASAP Rocky, Lil B, Vince Staples, Joji, the Weeknd, i Mac Miller. Zremiksował utwory m.in. Big K.R.I.T., Washed Out i Lany Del Rey.

## Życiorys
Volpe rozpoczął swoją przygodę z muzyką, będąc uczniem Nutley High School. Był samoukiem, interesował się szczególnie grą na instrumentach klawiszowych.
Debiutancka EP'ka Volpe'a, Rainforest została wydana przez Tri Angle Records w 2011 roku. Jego mixtape Instrumentals został wydany również w tym roku. Kontynuacja poprzedniego krążka, Instrumentals 2, pojawiła się 5 czerwca 2012 roku. Instrumentals 3 ukazało się w 2013 roku. Mixtape'y były dostępne do pobrania bezpłatnie za pośrednictwem jego strony internetowej.
Volpe przyczynił się do powstania ścieżki dźwiękowej do Locomotor, dzieła choreograficznego autorstwa jego kuzyna Stephena Petronio, wydanego w 2014 roku. W 2016 roku wydał swój debiutancki album studyjny 32 Levels. Uplasował się on na 172 miejscu listy Billboard 200. Następnie wydał w 2017 roku kolejny mixtape Instrumentals 4.
W kwietniu 2020 roku Clams Casino oczyścił sampel pochodzący z piosenki autorstwa Imogen Heap. Sampel pochodził z utworu „I'm God”, który po raz pierwszy pojawił się na albumie Lil B z 2009 roku, 6 Kiss. Piosenka ta przyniosła mu największa popularność. Instrumentalna wersja utworu zdobyła złoty certyfikat sprzedaży w USA. Podkład instrumentalny został też wykorzystany w 2023 roku przez ASAPA Rocky'ego w jego utworze „I Smoked Away My Brain (I'm God x Demons Mashup)". Utwór ten pokrył się platyną w USA oraz srebrem w Wielkiej Brytanii.

## Dyskografia

### Albumy studyjne
| Tytuł           | Informacje                                                                                               |
| --------------- | --- |
| 32 Levels       | - Wydany: 15 lipca 2016 - Wytwónia: Columbia/SME - Format: CD, LP, digital download, streaming           |
| Moon Trip Radio | - Wydany: 7 listopada 2019 - Wytwórnia: Second City Prints - Format: CD, LP, digital download, streaming |

### EP
| Tytuł                                                          | Informacje                                                                                                |
| -------------------------------------------------------------- | --- |
| Rainforest                                                     | - Wydana: 27 czerwca 2011 - Wytwórnia: Tri Angle Records - Format: digital download, streaming, vinyl, CD |
| Spider Web (wraz z Wicca Phase Springs Eternal oraz Fish Narc) | - Wydana: 23 listopada 2018 - Wytwórnia: Dark Medicine - Format: digital download, streaming              |

### Mixtape
| Tytuł           | Informacje                                                        |
| --------------- | ----------------------------------------------------------------- |
| Instrumentals   | - Wydany: 7 marca 2011 - Format: digital download, streaming      |
| Instrumentals 2 | - Wydany: 5 czerwca 2012 - Format: digital download, streaming    |
| Instrumentals 3 | - Wydany: 18 grudnia 2013 - Format: digital download, streaming   |
| Instrumentals 4 | - Wydany: 26 czerwca 2017 - Format: digital download, streaming   |
| Winter Flower   | - Wydany: 17 listopada 2021 - Format: digital download, streaming |

### Kompilacje
| Tytuł               | Informacje                                                       |
| ------------------- | ---------------------------------------------------------------- |
| Instrumental Relics | - Wydana: 24 kwietnia 2020 - Format: digital download, streaming |